# Bloch MB.120
Die Bloch MB.120 war ein für den Überseedienst entwickeltes, dreimotoriges Verkehrs- und Transportflugzeug des französischen Herstellers Société des Avions Marcel Bloch aus den 1930er-Jahren. Die elf gebauten und sowohl militärisch wie zivil genutzten Flugzeuge führten bis Anfang der 1940er-Jahre zahlreiche Transportflüge innerhalb der französischen Kolonien in Afrika durch.

## Geschichte
Anfang der 1930er-Jahre schrieb die französische Regierung einen Wettbewerb für ein Mehrzweckflugzeug aus, das unterschiedliche Transportaufgaben in den afrikanischen Kolonien übernehmen sollte. Der Flugzeughersteller Bloch baute eine MB.71 so um, dass sie den Anforderungen entsprach. Die Testflüge begannen Ende Oktober 1932.
Das nun als MB.120 bezeichnete Flugzeug gewann den Wettbewerb und wurde von Frankreich angekauft. In den Jahren 1933 und 1934 diente es zunächst als Regierungsflugzeug. Erst im Juni 1934 gelangte die Maschine nach Algier, wo sie von der im selben Jahr gegründeten staatlichen Air Afrique übernommen wurde.
Air Afrique erwarb anschließend weitere vier MB.120. Zwei Maschinen kamen in den Besitz der auf Madagaskar angesiedelten Fluggesellschaft SNAM. Die französische Luftwaffe stationierte drei für militärische Aufgaben vorgesehene Flugzeuge in Dakar, ein weiteres wurde dem Gouverneur in Bangui in Zentralafrika zur Verfügung gestellt. Alle elf Flugzeuge gingen während des Zweiten Weltkriegs verloren.

## Konstruktion
Die M.B.120 war ein als freitragender Hochdecker ausgelegtes Ganzmetallflugzeug. In seiner Konstruktion entsprach es weitgehend dem zweimotorigen Bomber MB.200. Neben einer dreiköpfigen Besatzung bot es Platz für bis zu zehn Fluggäste. Üblicherweise waren aber nur vier Passagiersitze vorhanden, um zusätzlich Luftfracht transportieren zu können.
Als Antrieb dienten drei Sternmotoren des Herstellers Lorraine-Dietrich. Das Flugzeug besaß ein starres Spornradfahrwerk.
Die Militärversion war mit zwei 7,7-mm-Lewis-Maschinengewehren bewaffnet. Als Behelfsbomber konnte sie entweder 24 10-kg-Bomben oder 50 1-kg-Bomben mitführen.

## Nutzung
Die Flugzeuge der Air Afrique bedienten die Strecken zwischen Algier im Norden und Französisch-Kongo im Süden. Die zwei Maschinen der SNAM waren in Antananarivo auf Madagaskar stationiert und verbanden die Insel mit dem Festland. 1936 konnten so erstmals Passagierflüge von Paris nach Madagaskar angeboten werden. Im folgenden Jahr wurden beide Maschinen, zusammen mit der Fluggesellschaft, von Air Afrique übernommen.
Neben dem regulären Liniendienst führten die Flugzeuge auch Krankentransporte und andere Sonderaufgaben durch. Alle Zivilflugzeuge wurden bei Kriegsausbruch 1939 von der französischen Luftwaffe beschlagnahmt.
Die Militärmaschinen dienten als Transport- und Aufklärungsflugzeuge. Für den Kriegsfall war eine Verwendung als Behelfsbomber vorgesehen.

## Technische Daten
| Kenngröße             | Daten                                              |
| --------------------- | -------------------------------------------------- |
| Besatzung             | 3                                                  |
| Passagiere            | 10                                                 |
| Länge                 | 15,60 m                                            |
| Spannweite            | 20,51 m                                            |
| Höhe                  | 5,10 m                                             |
| Flügelfläche          | 60 m²                                              |
| Leergewicht           | 3436 kg                                            |
| Höchstgeschwindigkeit | 239 km/h                                           |
| Dienstgipfelhöhe      | 6300 m                                             |
| Reichweite            | 1340 km                                            |
| Triebwerke            | drei Sternmotoren Lorraine 9Na Algol mit je 224 kW |